# متلازمة فريجولي
متلازمة فريجولي (بالإنجليزية: Fregoli delusion)‏هو اضطراب نادر، يصيب الشخص ويجعله يتخيل أوهام، مثل الاعتقاد بأن الناس من حوله جميعهم شخصا واحدا يتنكر في هيئات مختلفة ليظهر كأشخاص آخرين سواء من الجنس نفسه أو من الجنس الآخر.،

## التسمية
سبب التسمية يعود لممثل إيطالي اسمه ليوبولدو فريجولي Leopoldo Fregoli والذي اشتهر بسرعة تغيير مظهره على المسرح.

## الأعراض
عادة ما يكون المصابين بهذه المتلازمة يكون لديهم تاريخ بالإصابة بحالات معينة متعلقة بالدماغ؛ منها السكتة الدماغية ومرض ألزهايمر وإصابات الرأس. ومن تلك الاعراض  هي:
- -هذيان.
- -فقدان الذاكرة.
- -العجز في الرصد الذاتي.
- -العجز في الوعي الذاتي.
- -الهلوسة.
- -صرع.
- -عدم وجود الوعي الذاتي.
- -عدم وجود قدره التحكم الذاتية
- -ضعف الحكم
- -اندفاع
- -نوبات
- -إنكار
- -مشاكل الذاكرة البصرية

## العلاج
العلاج يكون باعطاء العقاقير والادوية المهدئة والنفسية بالتوازي مع العلاج النفسي.

## وصلات اضافية
http://www.ncbi.nlm.nih.gov/pmc/articles/PMC1188301/
http://science.howstuffworks.com/life/inside-the-mind/human-brain/capgras-syndrome2.htm